# Fouqueville
Fouqueville és un municipi francès situat al departament de l'Eure i a la regió de Normandia. L'any 2007 tenia 401 habitants.

## Demografia

### Població
El 2007 la població de fet de Fouqueville era de 401 persones. Hi havia 163 famílies, de les quals 27 eren unipersonals (19 homes vivint sols i 8 dones vivint soles), 62 parelles sense fills, 66 parelles amb fills i 8 famílies monoparentals amb fills.
La població ha evolucionat segons el següent gràfic:
Habitants censats

### Habitatges
El 2007 hi havia 171 habitatges, 162 eren l'habitatge principal de la família, 5 eren segones residències i 4 estaven desocupats. 167 eren cases i 1 era un apartament. Dels 162 habitatges principals, 151 estaven ocupats pels seus propietaris, 9 estaven llogats i ocupats pels llogaters i 2 estaven cedits a títol gratuït; 1 tenia una cambra, 3 en tenien dues, 19 en tenien tres, 35 en tenien quatre i 104 en tenien cinc o més. 137 habitatges disposaven pel capbaix d'una plaça de pàrquing. A 64 habitatges hi havia un automòbil i a 95 n'hi havia dos o més.

### Piràmide de població
La piràmide de població per edats i sexe el 2009 era:
| Homes | Edats   | Dones |
| ----- | ------- | ----- |
| 0     | 95 o +  | 0     |
| 0     | 90 a 94 | 0     |
| 0     | 85 a 89 | 4     |
| 4     | 80 a 84 | 4     |
| 12    | 75 a 79 | 8     |
| 16    | 70 a 74 | 12    |
| 8     | 65 a 69 | 8     |
| 8     | 60 a 64 | 0     |
| 8     | 55 a 59 | 8     |
| 24    | 50 a 54 | 20    |
| 28    | 45 a 49 | 28    |
| 16    | 40 a 44 | 24    |
| 16    | 35 a 39 | 4     |
| 16    | 30 a 34 | 20    |
| 8     | 25 a 29 | 4     |
| 16    | 20 a 24 | 20    |
| 16    | 15 a 19 | 4     |
| 20    | 10 a 14 | 12    |
| 24    | 5 a 9   | 4     |
| 12    | 0 a 4   | 12    |

## Economia
El 2007 la població en edat de treballar era de 274 persones, 190 eren actives i 84 eren inactives. De les 190 persones actives 178 estaven ocupades (95 homes i 83 dones) i 13 estaven aturades (5 homes i 8 dones). De les 84 persones inactives 42 estaven jubilades, 20 estaven estudiant i 22 estaven classificades com a «altres inactius».

### Ingressos
El 2009 a Fouqueville hi havia 174 unitats fiscals que integraven 444 persones, la mediana anual d'ingressos fiscals per persona era de 21.377 €.

### Activitats econòmiques
Dels 7 establiments que hi havia el 2007, 2 eren d'empreses de construcció, 2 d'empreses d'hostatgeria i restauració, 1 d'una empresa immobiliària i 2 d'empreses classificades com a «altres activitats de serveis».
Dels 5 establiments de servei als particulars que hi havia el 2009, 1 era un guixaire pintor, 1 lampisteria, 1 perruqueria, 1 restaurant i 1 saló de bellesa.
L'any 2000 a Fouqueville hi havia 10 explotacions agrícoles.

## Equipaments sanitaris i escolars
El 2009 hi havia una escola elemental integrada dins d'un grup escolar amb les comunes properes formant una escola dispersa.

## Poblacions més properes
El següent diagrama mostra les poblacions més properes.